# Simone Martini
Simone Martini (n. 1284, Siena, Republica Siena⁠(d) – d. 1 august 1344, Avignon, Grand Avignon⁠(d), Franța) a fost un pictor italian născut în Siena. A fost un nume important în dezvoltarea picturii italiene timpurii și a adus o contribuție semnificativă la dezvoltarea picturii gotice internaționale.
Se crede că Martini ar fi fost elevul lui Duccio di Buoninsegna, cel mai important pictor sienez al vremii. Conform pictorului și istoricului de artă renascentist Giorgio Vasari, Martini ar fi fost de fapt elevul lui Giotto și ar fi călătorit cu el la Roma pentru a picta în vechea Basilică Sfântul Petru unde Giotto executa un mozaic. Simone, împreună cu cumnatul său Lippo Memmi, a realizat una dintre capodoperele picturii gotice, Buna Vestire cu Sfânta Margareta și Sfântul Ansanus. Există foarte puține informații scrise cu privire la viața lui Simone iar atribuirea multor lucrări ale sale se află încă în dezbatere.

## Biografie
Fără îndoială Simone și-ar fi început ucenicia la o vârstă mică după cum era practica normală. Printre primele sale lucrări documentate este Maestà din 1315, aflată la Palazzo Pubblico din Siena. O copie a lucrării, executată la scurt timp după aceea de Lippo Memmi în San Gimignano, indică influența puternică pe care o avea Simone asupra altor artiști din secolul al XIV-lea. Ducând mai departe tradiția sieneză, stilul lui Simone se afla în contrast cu sobrietatea și monumentalitatea stilului florentin și este caracterizat prin aspectele fine, stilizate și decorative, sinuozitatea liniilor și prin eleganță. Arta lui Simone a fost posibilă datorită anluminurilor franceze și sculpturii în fildeș. Asemenea lucrări de artă au fost aduse în Siena în secolul al XIV-lea prin Via Francigena, principala rută comercială și de pelerinaj dintre nordul Europei și Roma.
Alte lucrări importante ale lui Simone includ Sfântul Louise din Toulouse Încoronând Regele (1317) aflată la Museo di Capodimonte din Napoli, Polipticul Sfânta Ecaterina din Alexandria (1319) aflat la Pisa și Buna Vestire cu Sfânta Margareta și Sfântul Ansanus (1333) din Galeria Uffizi, Florența, precum și fresce la Capela San Martino din Bazilica Sfântul Francisc din Assisi. Francesco Petrarca a devenit un prieten al lui Simone în timp ce acesta se afla în Avignon iar două dintre sonetele lui Petrarca (Canzoniere 96 și 130) fac referire la un portret al Laurei de Noves despre care se presupune că Simone l-ar fi pictat pentru poet (conform lui Vasari).
Simone Martini a decedat în 1344 în timp ce se afla în slujba Curții Papale din Avignon.

## Galerie

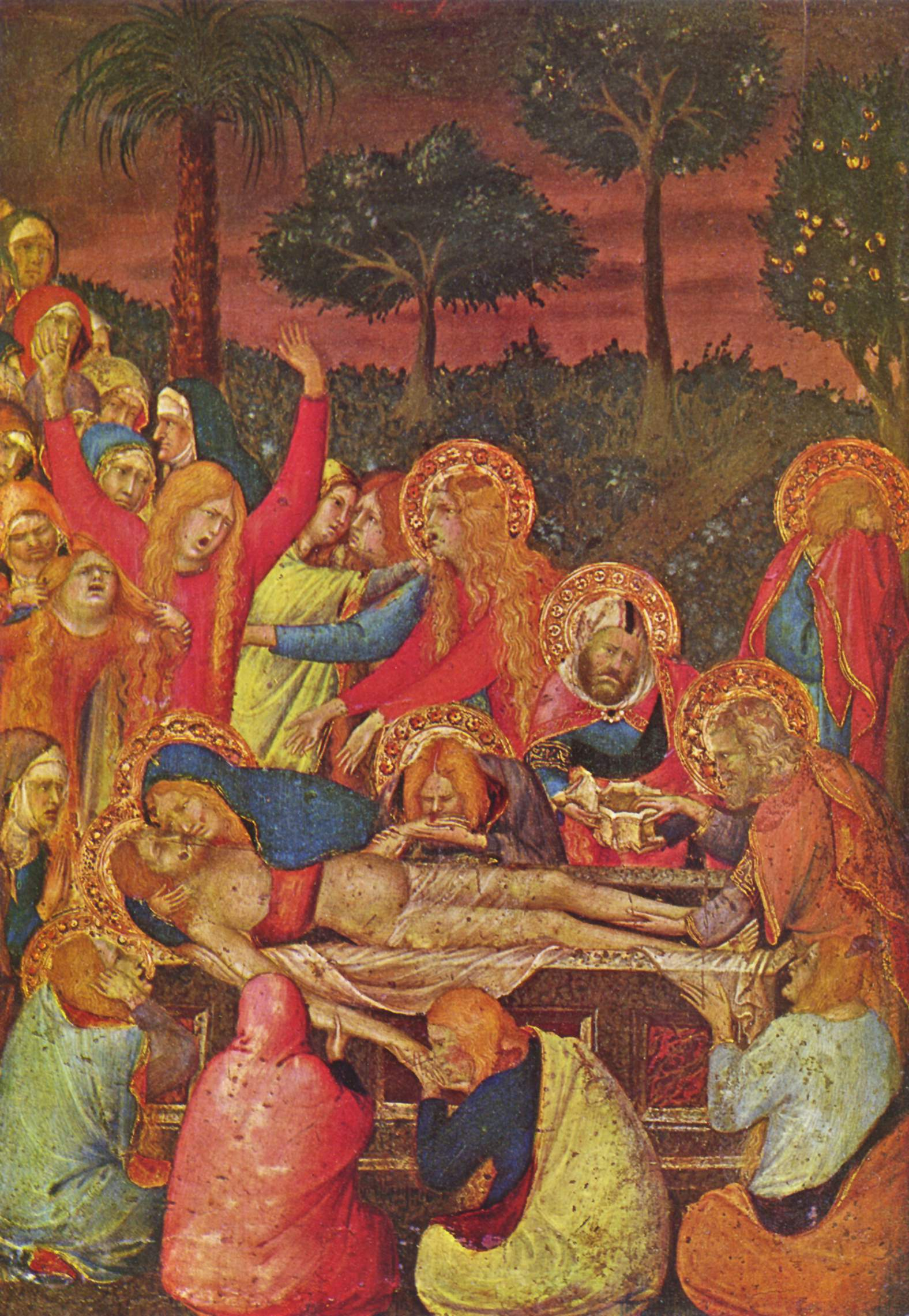
Punerea în mormânt (1339-1344)
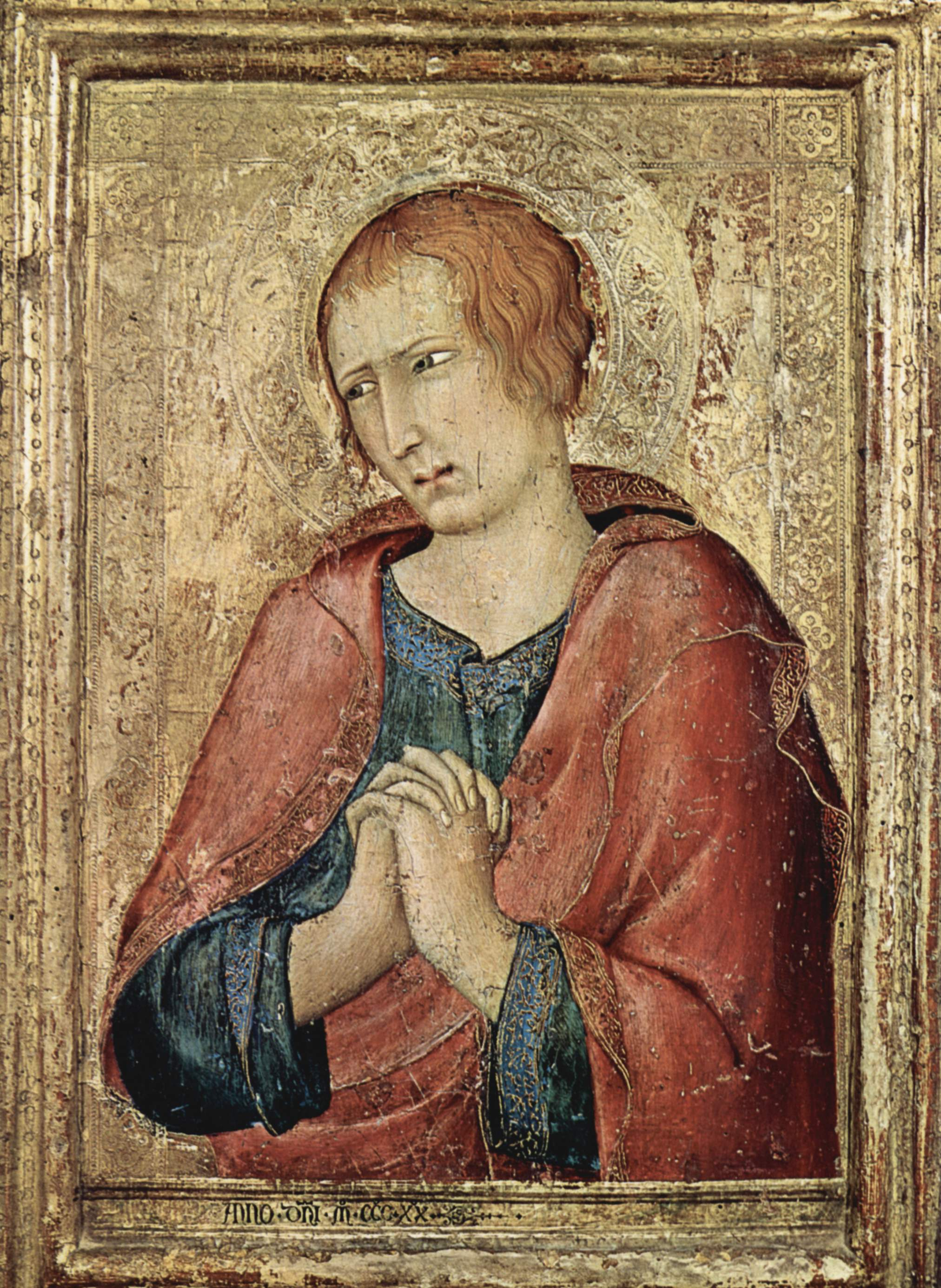
Sfântul Ioan Evanghelistul (1330-1339)
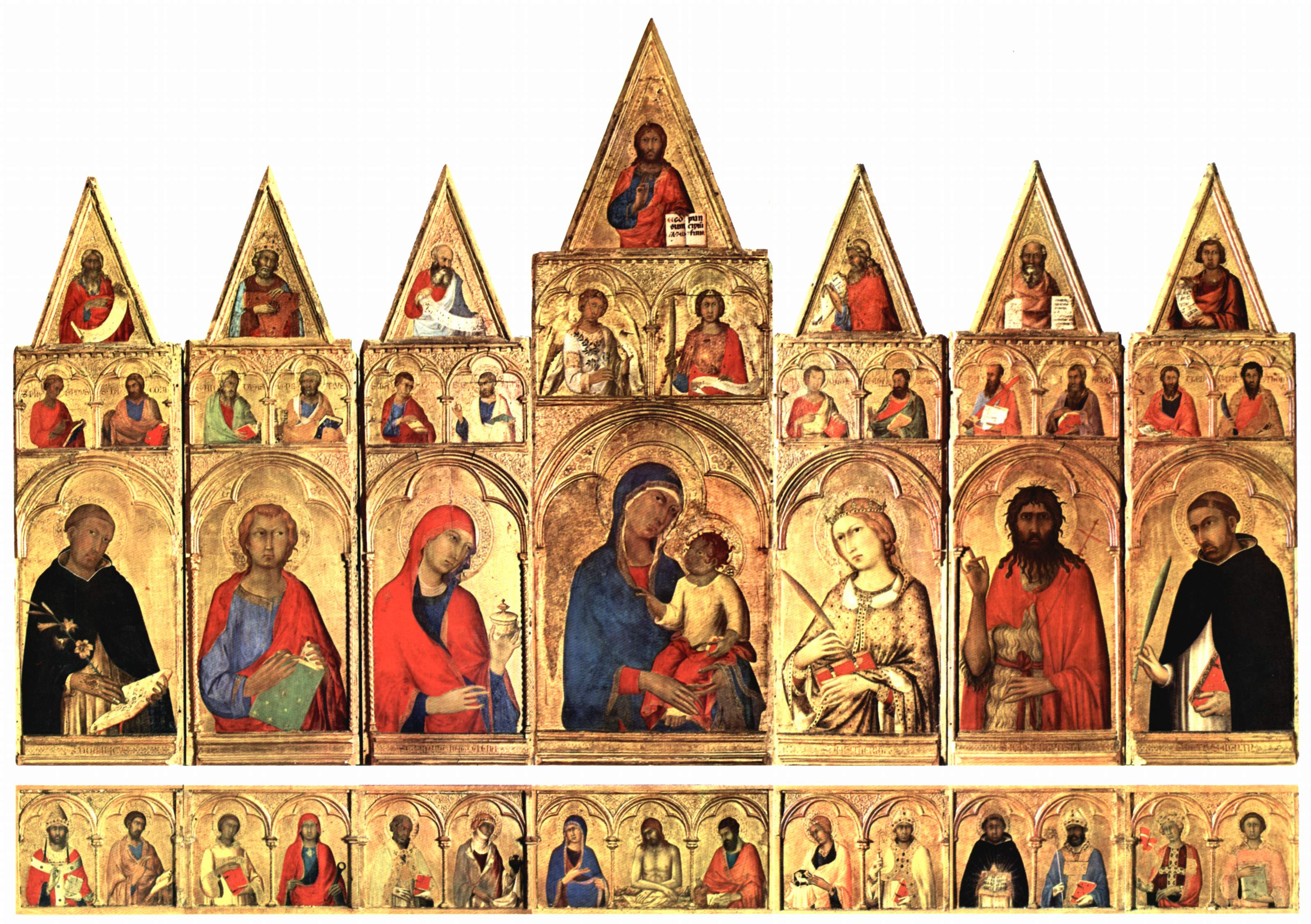
Polipticul Sfânta Ecaterina din Alexandria (1319)
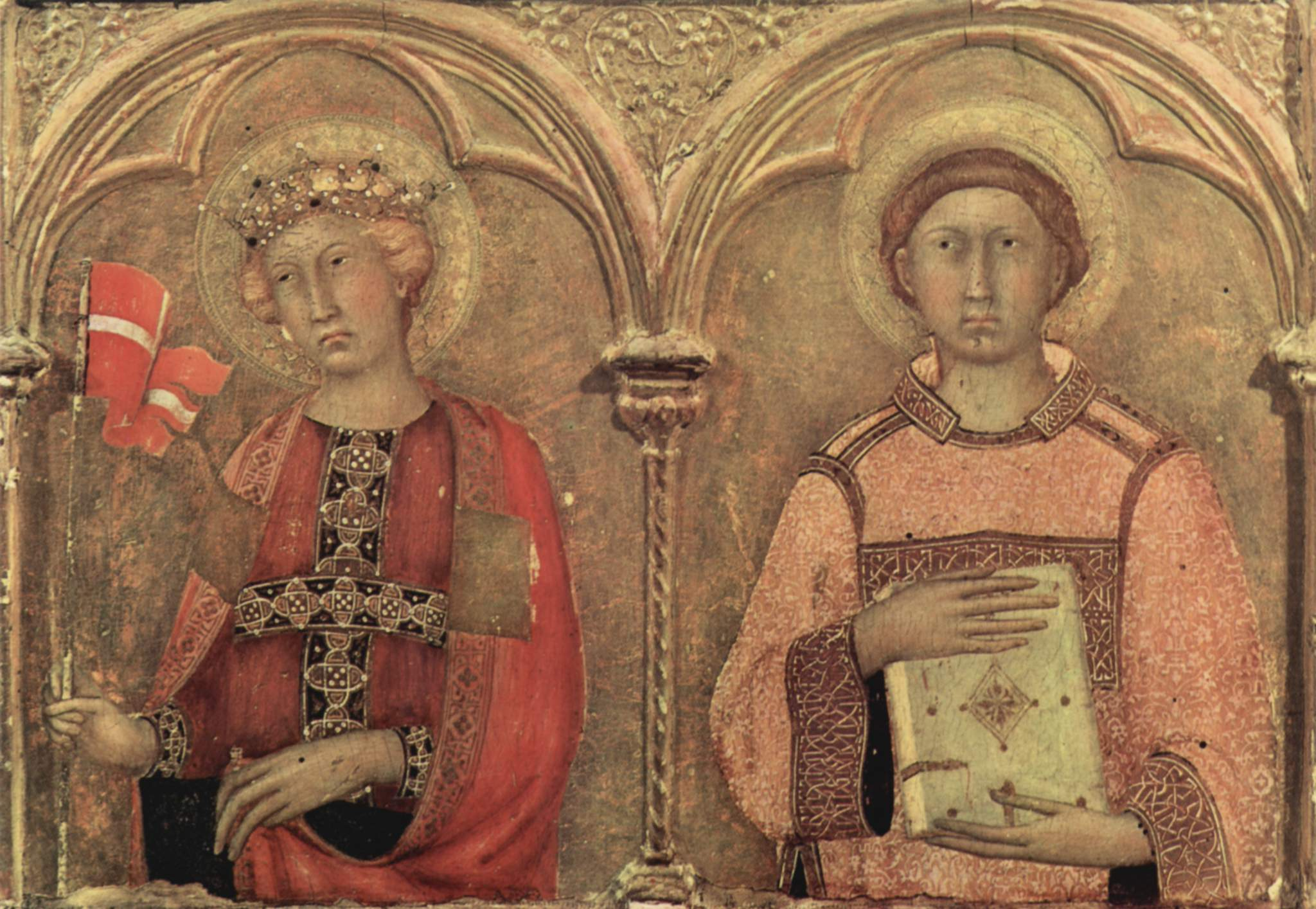
Sfânta Ursula și Sfântul Laurențiu (1319)
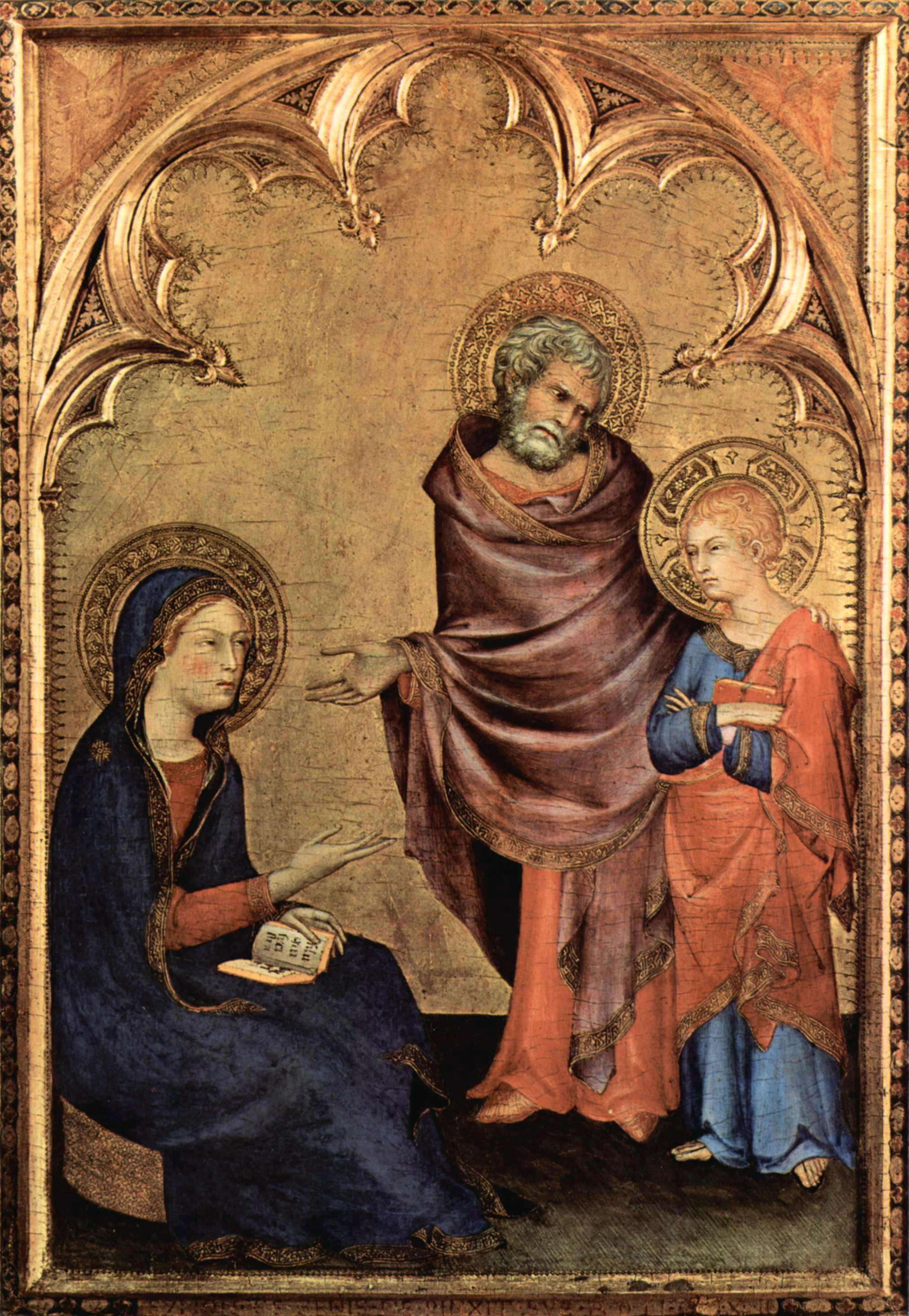
Familia Sfântă (1342)
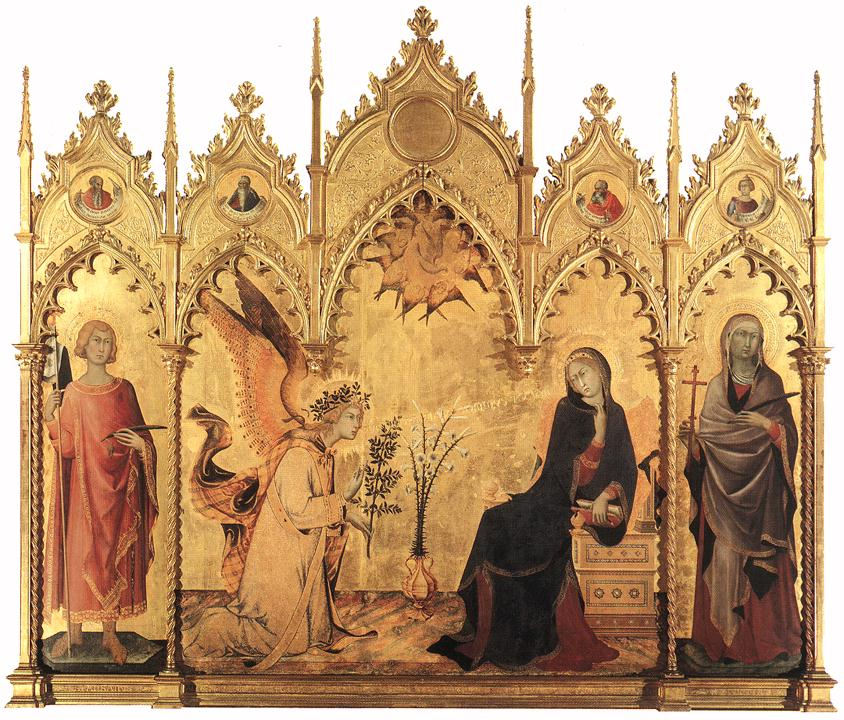
Buna Vestire cu Sfânta Margareta și Sfântul Ansanus (1333)
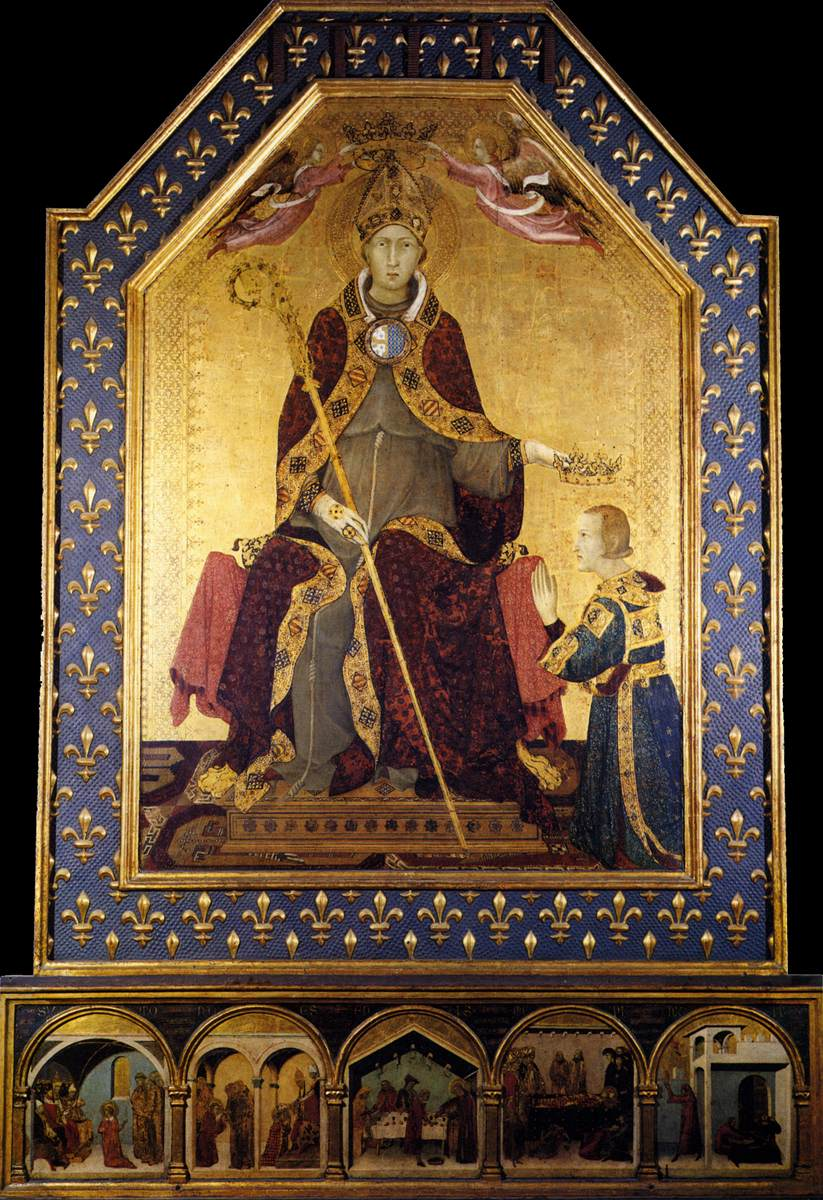
Sfântul Louise din Toulouse Încoronând Regele (c. 1317)
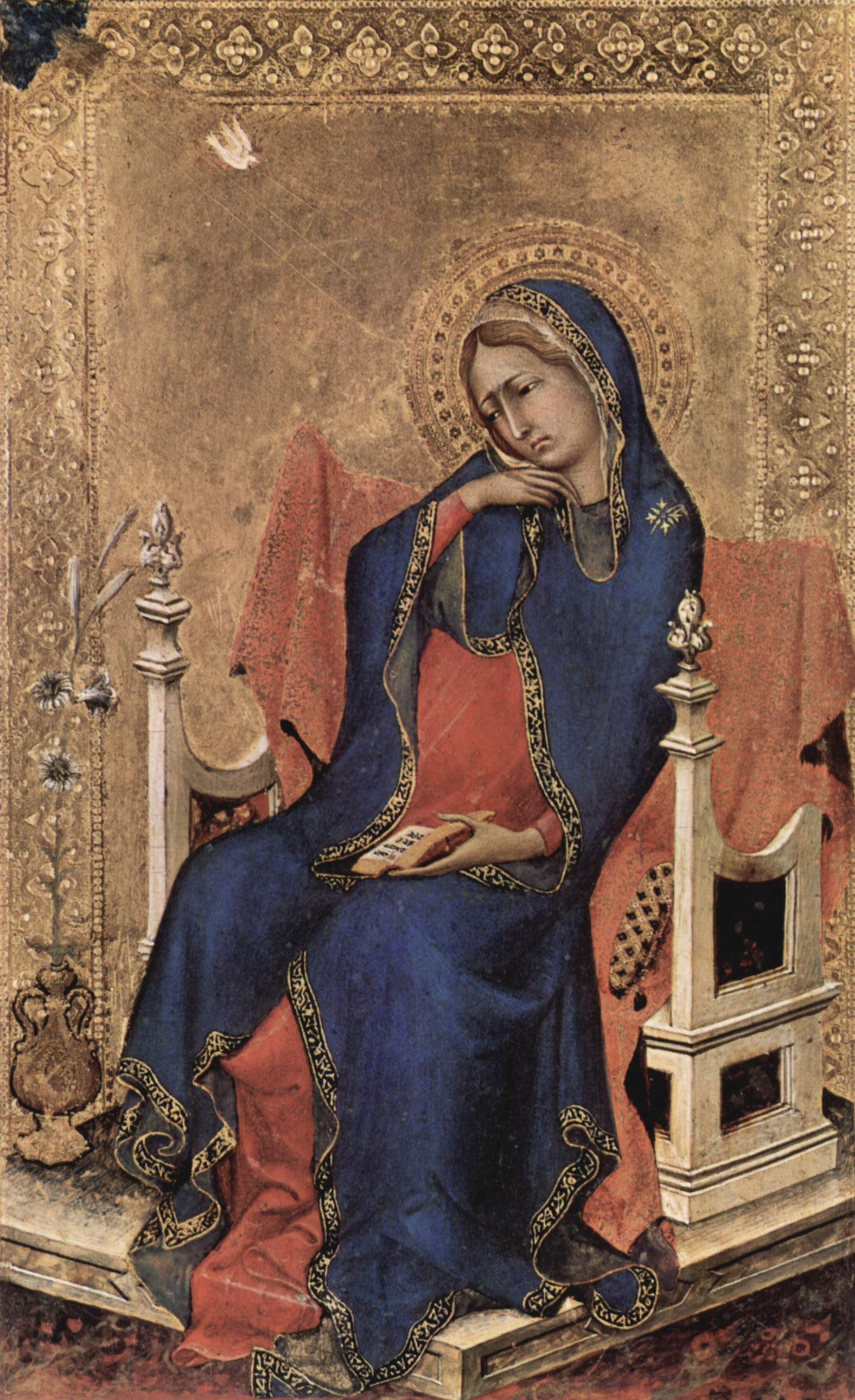
Fecioara Maria la Buna Vestire (1333)
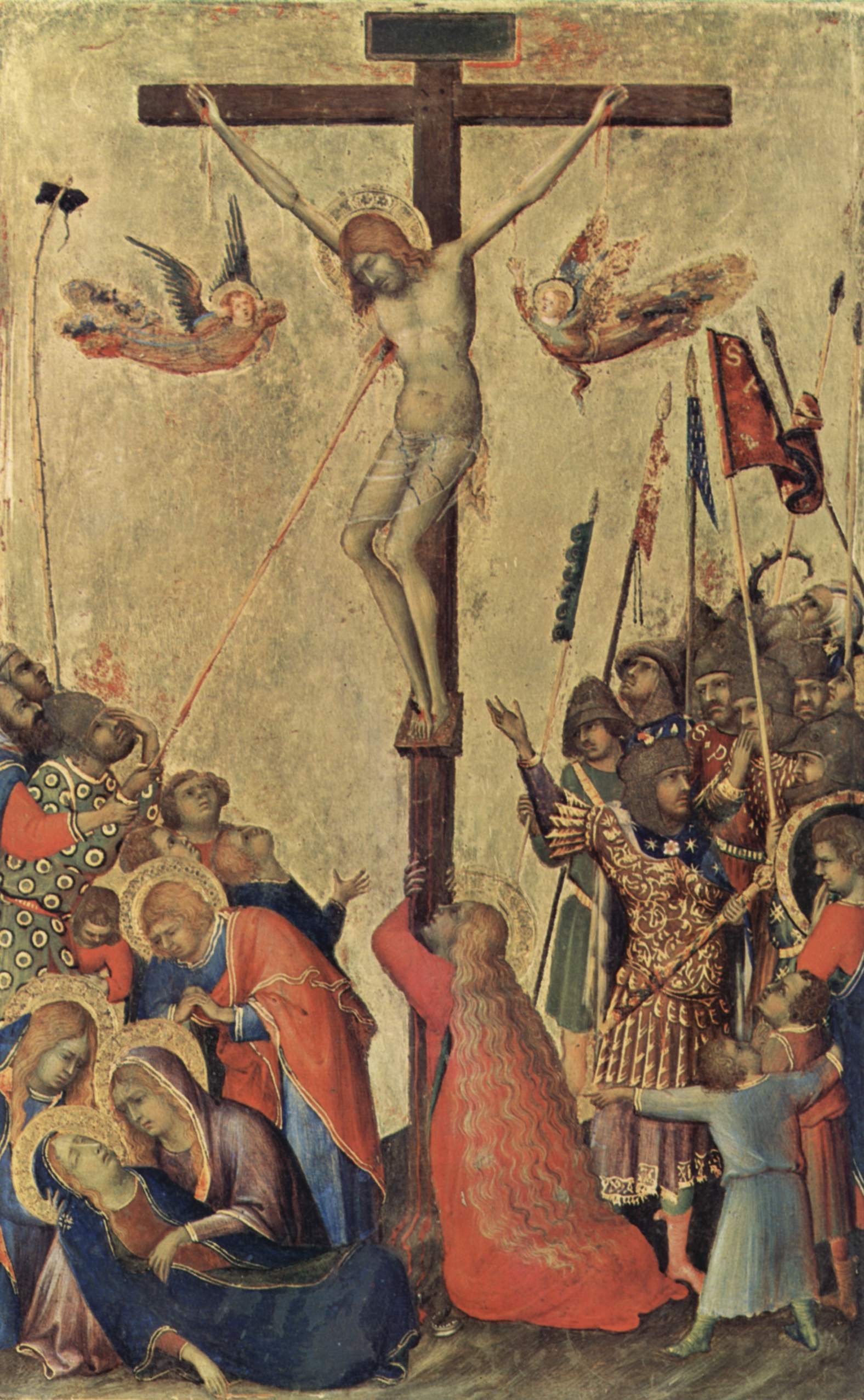
Răstignirea (1333)
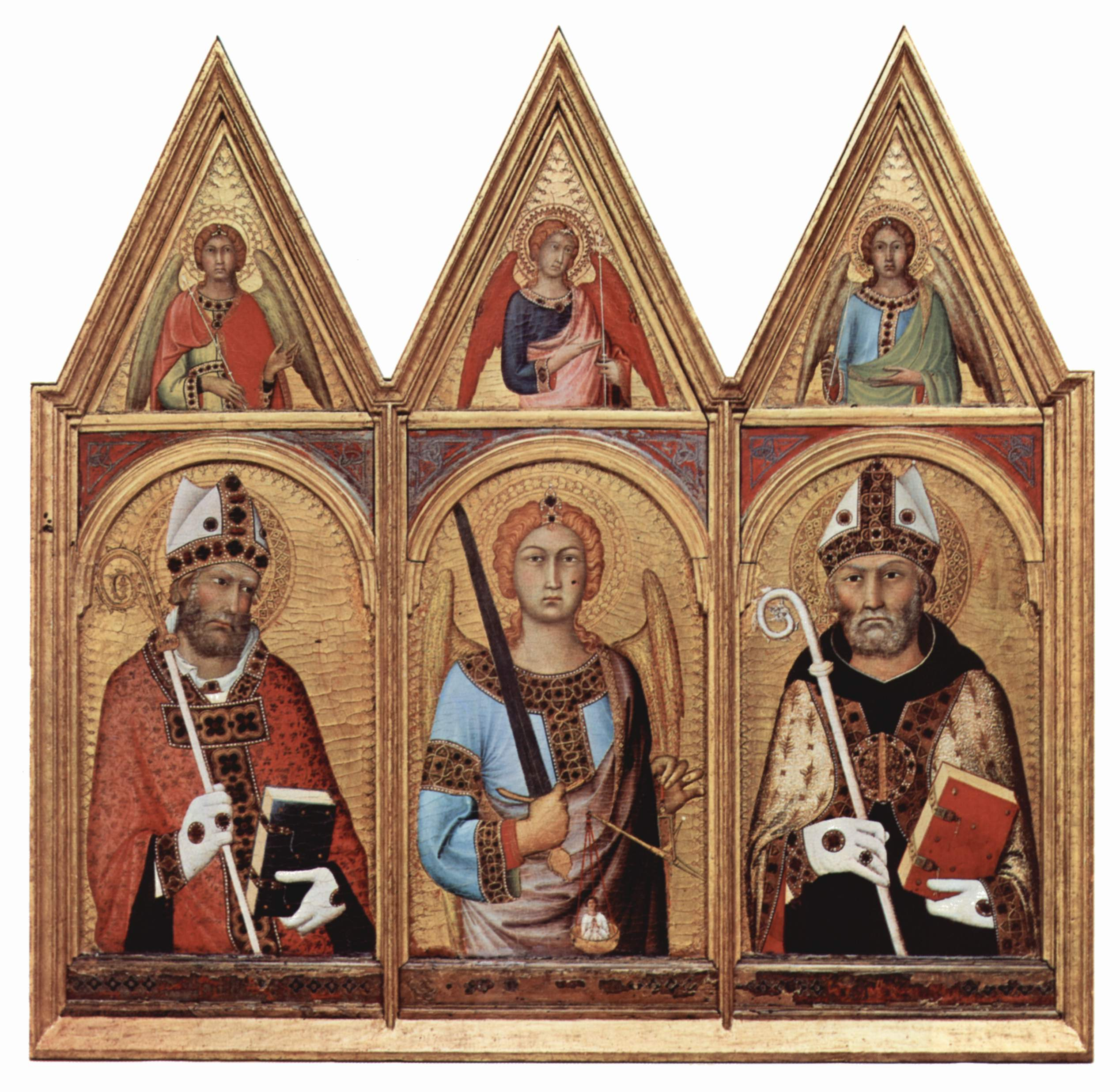
Triptic cu Sfântul Ambrozie, Sfântul Mihail și Sfântul Augustin (1320-1325)